# شناور رو-رو

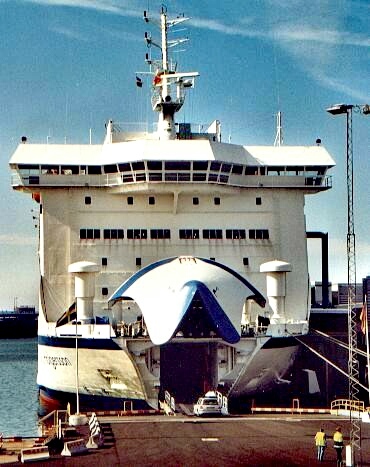

کشتی رو-رو (به انگلیسی: Roll-on/roll-off) به وسیلهٔ نقلیهٔ آبی گویند که وظیفهٔ ترابری و جابه‌جایی وسایل نقلیهٔ زمینی چرخ‌دار مثل خودروها، ماشین‌های سنگین، تریلر و واگن‌ها را دارد که به داخل کشتی رانده می‌شوند.
این وسیله در ایران (به اشتباه) لندیگراف نامیده می شود؛ در حالی که لندیگراف همان ناوچه آبی‌خاکی است.